# Mattheus von Randow

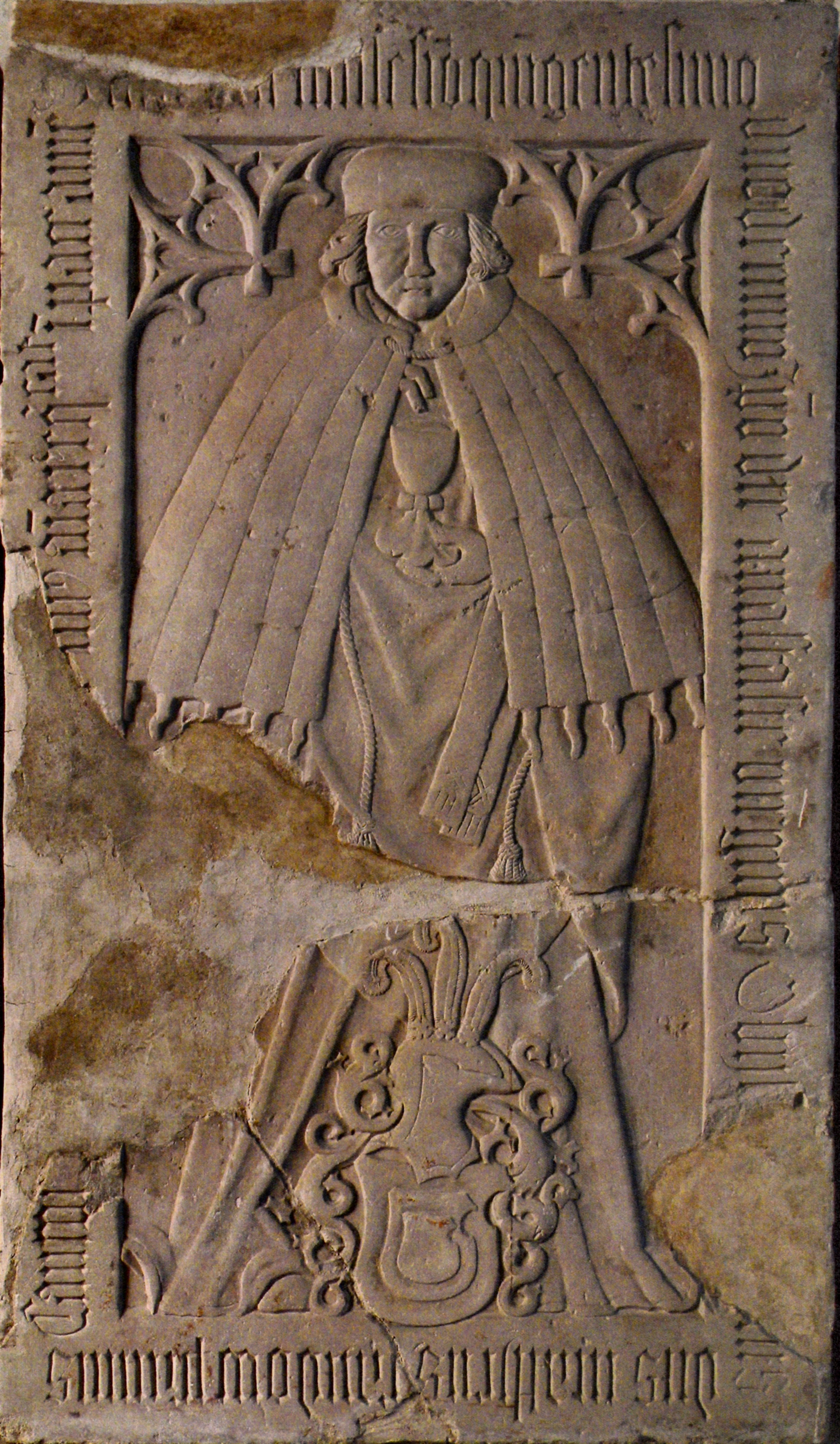
Grabstein des Mattheus von Randow

Mattheus von Randow (* unbekannt; † 25. Dezember 1512 in Brandenburg) war Kantor, Senior und Prior im Prämonstratenserkloster der Stadt Brandenburg.

## Leben
Mattheus von Randow stammt aus einem altadeligen Geschlecht, welches ursprünglich aus dem Erzstift Magdeburg kam. Sein Geburtsdatum und seine Eltern sind unbekannt.
Er trat lange vor 1486 in den Prämonstratenserorden ein, wo er 1486 bei seiner erstmaligen urkundlichen Erwähnung bereits Prior des Klosters Brandenburg war.
In der Folgezeit war seine Karriere recht wechselhaft. So trat er bereits vor dem 21. September 1489 als einfacher Mönch in das Kapitel zurück.
Eine weitere urkundliche Erwähnung erfolgte am 22. Mai 1491, als der Predigermönchsorden – die Dominikaner – die Mitglieder des brandenburgischen Domkapitels in seine Brüderschaft und Gebete aufnahm, darunter Mattheus von Randow. Unter diesen Brüdern stand er an 14. Stelle. Am 29. Juni 1494 war Mattheus wieder Prior und unterschrieb als solcher den Stiftungsvertrag des Brandenburger Dompropstes Siegmund (von) Brietzke, der dem Domkapitel eine tägliche Messe, die sogenannte große Propstmesse und eine ewige Lampe mit Hebungen aus Tremmen und Markede stiftete, und sein Testament vom Domkapitel akzeptieren ließ. Als Prior wird Mattheus auch in einer Urkunde vom 21. Dezember 1494 genannt, mit der ein Jakob von Beiern (Byern) zu Kleinwusterwitz dem Kapitel des Doms zu Brandenburg verschiedene Hebungen aus seinen Ländereien verpfändete.
Nicht ganz zwei Jahre später – vor dem 24. August 1496 – trat Mattheus abermals in das Kapitel zurück und war einfacher Canonicus bei der Transmutation des Brandenburger Domstifts am 16. Dezember 1507. Im gleichen Jahr wurde er Kantor und war dies auch noch 1510, als Bischof Hieronymus einen Nicolaus (von) Brösigke als Dechanten bestätigte, und 1511, als das Domkapitel am 28. November dem Müller zu Fretzdorf eine Hebung aus der Mühle daselbst verlieh.
Am 30. Juli 1507 erkannten die Bischöfe Hieronymus Schulz, Propst Sigismund von Britzke, Prior Peter Diericke und Senior Mattheus von Randow an, dass sie als Hauptschuldner Kurfürst Joachim I. und dessen Bruder Albrecht 1500 rheinische Gulden schenkten, die sie aufgenommen hatten, um beim Papst die Bestätigung der Bischofswahl zu erlangen.
Am 16. Dezember 1507 bestätigten die Bischöfe Johann von Ratzeburg und Dietrich von Lebus, dass sie das päpstliche Mandat ausgeführt und das Domstift transmutiert hatten. Darin wird wieder Mattheus von Randow genannt.
Am 17. März 1510 wurde der Kantor Mattheus von Randow beauftragt, den neu gewählten Dechanten Nikolaus Brösicke in seinen realen und leiblichen Besitz einzuführen.
Am 23. November 1511 wird der Kantor Mattheus von Randow letztmals in einem Vertrag erwähnt, in dem Dompropst und Domkapitel dem Müller Georg Tile in Fredersdorf einen Wispel Roggen übertragen. Er steht dort an dritter Stelle.
Mattheus von Randow starb Weihnachten 1512 (25. Dezember) und wurde im Brandenburger Dom zur letzten Ruhe bestattet. Sein Grabstein von 1512 ist dort noch heute im östlichen Kreuzgang an der Wand zu sehen. Die teilweise beschädigte, beziehungsweise abgekürzte lateinische Inschrift lautet: 
„A[nno] d[omin]i millesi[m]o qui[n]gentesimo duodecimo ip[s]o die anastasie virginis obiit venerabilis d[omi]n[u]s mattheus randow primus cantor cuius a[n]i[m]a req[ie]scat i[n] pace am[e]n“ („Im Jahre des Herrn 1512 am Tage der Jungfrau Anastasia verstarb der ehrwürdige Herr Mattheus Randow erster Kantor, dessen Seele in Frieden ruhe“).